# Falera
Falera ([fɐˈlɛʁɐ]ⓘ, deutsch und bis 1969 offiziell Fellers) ist eine politische Gemeinde im Schweizer Kanton Graubünden. Sie gehört zur Region Surselva.

## Geographie
Die Gemeinde liegt auf einer Terrasse auf der linken Hangseite des Vorderrheintals. Vom gesamten Gemeindeareal von 2235 ha sind 1432 ha landwirtschaftliches Nutzgebiet (meist Alpwirtschaften), 435 ha Wald und Gehölz, 309 ha unproduktive Fläche (meist Gebirge) und 59 ha Siedlungsfläche. Das Gemeindegebiet hat einen Anteil am Vorabgletscher, während der beliebte Skiberg Crap Sogn Gion zum grössten Teil auf ihrem Gemeindegebiet liegt. Die Gemeinde grenzt an Ilanz/Glion, Laax, Sagogn und Schluein.

## Geschichte

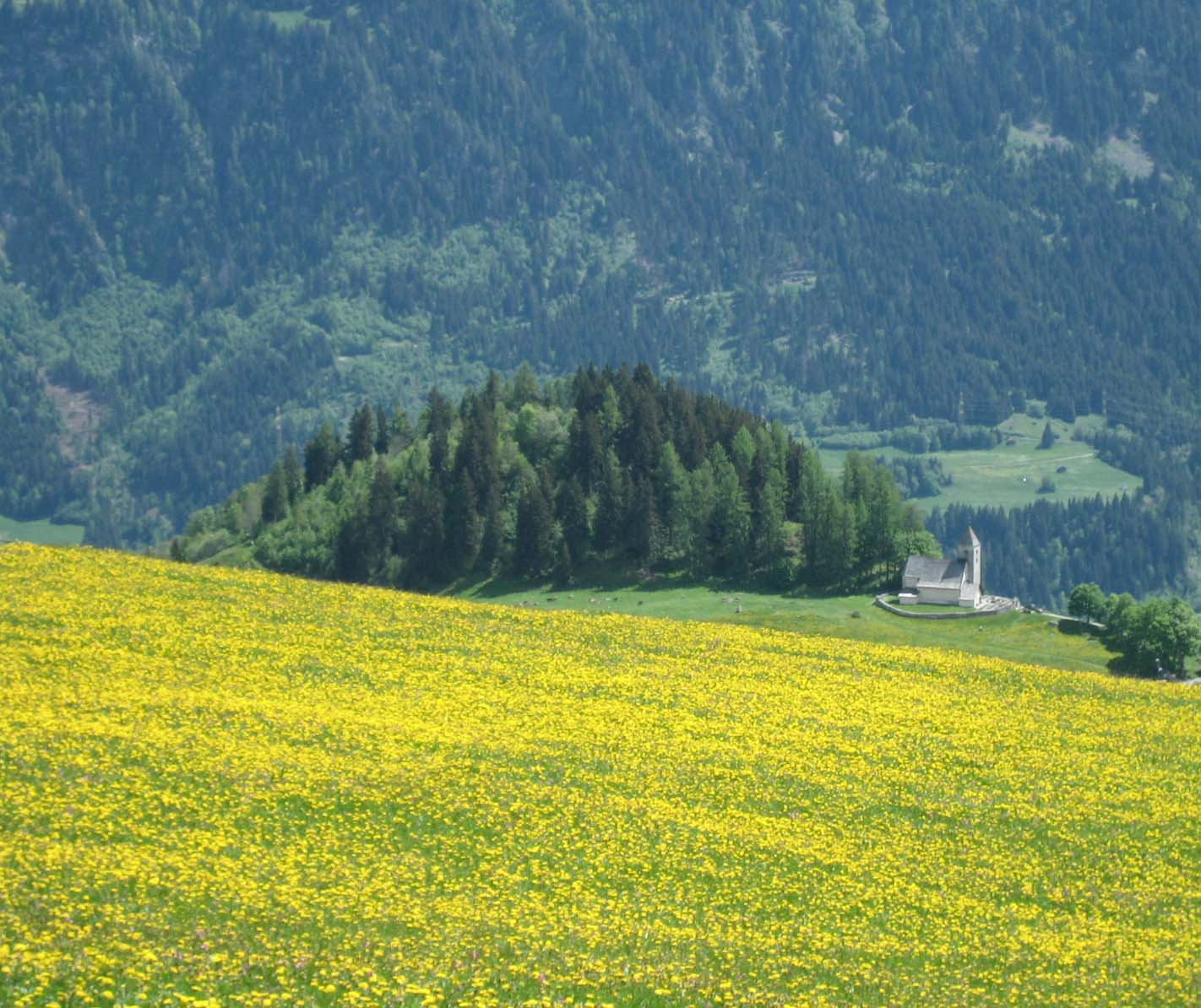
Die Mutta, auf der Reste eines bronzezeitlichen Dorfes gefunden wurden. Rechts die Kirche St. Remigius.

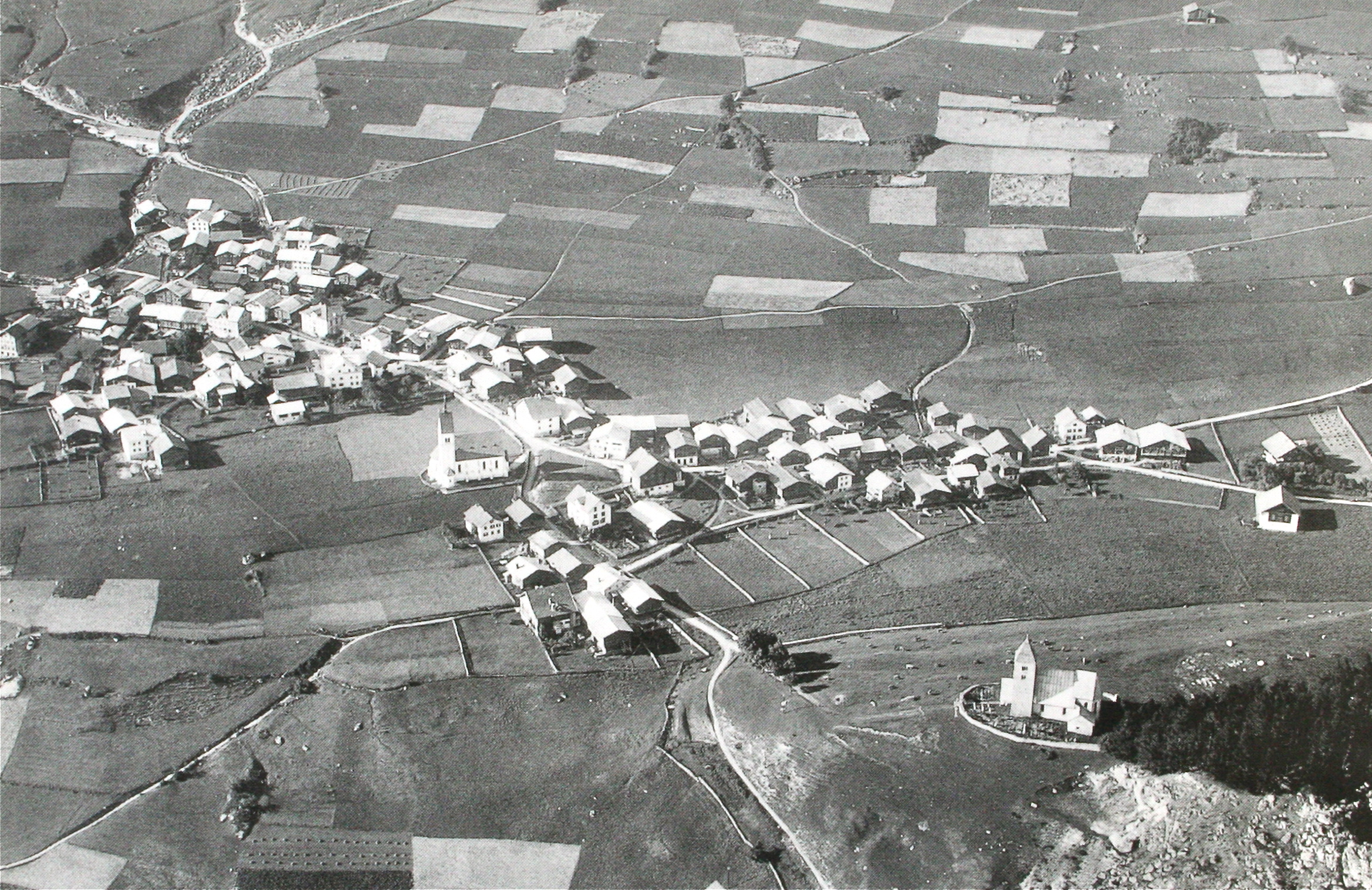
Luftbild aus 400 m von Walter Mittelholzer von 1923

Der Dorfname und viele Flurnamen stammen aus vorrömischer Zeit und lassen darauf schliessen, dass Falera seit der mittleren Bronzezeit ununterbrochen bewohnt ist. Der Ursprung des Ortsnamens ist jedoch unklar.
In den 1940er-Jahren entdeckte der damalige Kantonsförster Walo Burkart auf der Hügelkuppe La Mutta, dem bewaldeten Hügel hinter der Remigiuskirche, die Reste einer ummauerten Siedlung aus der Bronzezeit; die ältesten Funde reichen bis in das 18. Jahrhundert vor Christus zurück. Die Ausgrabungen zeigten, dass der Hügel während gegen 1400 Jahren besiedelt war, bis ca. 400 vor Christus. Während dieser Zeit brannte die Siedlung dreimal vollständig ab und wurde wieder aufgebaut. In den verschiedenen Kulturschichten fanden sich Keramikscherben, Mahlsteine, Bronzesicheln sowie eine 80 cm lange Scheibennadel aus Bronze (ca. 1600 v. Chr.) und zwei Bronzesicheln. Aus der Eisenzeit sind vereinzelte Funde überliefert (800–400 v. Chr.). Die megalithischen Steinreihen unterhalb der Muota sind vermutlich Relikte eines «prähistorischen Sonnenkultzentrums». Die Römer haben in Falera keine Spuren hinterlassen. Das deutlichste Zeugnis der Römerzeit findet sich jedoch in der rätoromanischen Sprache, die auf lateinische Wurzeln zurückgeht.
Am Rande des Schleuiser Tobels lag die heute verfallene Stammburg der Herren von Wildenberg, die Burg Wildenberg. Nach 1319 kam die Burg in den Besitz der Grafen von Werdenberg-Heiligenberg, ab ca. 1408 der Rink. 1538 löste Falera die bischöflichen Feudalrechte aus. Die Reformation fasste Fuss, vermochte sich aber langfristig nicht durchzusetzen. Im Laufe des 17. Jahrhunderts ging die Kollatur auf die Gemeinde über. Seit dem Bau der neuen Pfarrkirche 1903/1904 wird St. Remigius nur für besondere Anlässe benutzt. 1701 war Falera am sogenannten Sagenserhandel auf katholischer Seite beteiligt und wurde vom reformierten Kriegsrat gebüsst.
Mehrere Güter und der Name des Ortspriesters Lopus von Falariae wurden 765 im Testament des Bischofs Tello von Chur erstmals schriftlich erwähnt. Die Vorläuferkirche von St. Remigius erscheint 841 im karolingischen Reichsurbar. Im Gebiet, in dem die bronzezeitliche Siedlung lag, steht die 831 erwähnte Pfarrkirche St. Remigius. 1491 wurde der heutige Bau geweiht und der Abtei Disentis inkorporiert. Das Dorf war über Jahrhunderte nur dem Kloster Disentis in Form von Getreide abgabepflichtig. Im Hochmittelalter hatte das Kloster Disentis jedoch seine Rechte für eine gewisse Zeit dem Kloster Pfäfers und später auch den Herren von Wildenberg-Heiligenberg abgetreten. Mit der Gründung des Grauen Bundes im Jahr 1424 wurde Falera Teil der Gerichtsgemeinde Gruob/Ilanz. Wie die anderen Gemeinden der Drei Bünde war Falera eigenständig und verwaltete sich selber. Mit der Kantonsverfassung von 1854 verloren die Bündner Gemeinden teilweise ihre Selbständigkeit und wurden den kantonalen Behörden unterstellt.
Das Bergbauerndorf wandelte sich nach 1965 im Sog von Laax/Flims rasch zum Tourismusort mit Anschluss an das Skigebiet Weisse Arena. Der ehemals bäuerliche Dorfkern wird heute von einem riesigen Ring von Ferienwohnungen und Hotels umgeben. 1989 entfielen von den Logiernächten knapp 60 Prozent auf die Parahotellerie. 1992 wurde eine Reduktion des Zweitwohnungsbaus beschlossen. 2000 lebten in Falera ca. 40 Prozent Wegpendler. Gut die Hälfte der Erwerbstätigen war im dritten Sektor, rund ein Fünftel im ersten tätig. 2003 wurde das Begegnungszentrum La Fermata eröffnet.

## Wappen
| Wappen von Falera | Blasonierung: «In Rot die silberne (weisse) Kirche St. Remigius» |
| Wappen von Falera | Das Wappen zeigt die alte Pfarrkirche, eine der ältesten des Bündner Oberlandes. Das in einem Gemeindesiegel verwendete Bild des Kirchenpatrons wurde nicht verwendet. |

## Bevölkerung
| Jahr      | 1850 | 1900 | 1930 | 1941 | 1950 | 1970 | 1980 | 1990 | 2000 | 2010 | 2019 | 2023 |
| --------- | ---- | ---- | ---- | ---- | ---- | ---- | ---- | ---- | ---- | ---- | ---- | ---- |
| Einwohner | 415  | 322  | 289  | 372  | 370  | 309  | 383  | 404  | 504  | 577  | 620  | 627  |

Falera, Luftbild von Werner Friedli (1947)

Die Bevölkerung sank durch Abwanderung zwischen 1850 und 1930 beständig (1850–1930: −28,2 %). Nach einem gewaltigen Wachstumsschub in den 1930er-Jahren (1930–1941: +24 %) folgte nach einem Jahrzehnt Stagnation zwischen 1950 und 1970 eine zweite Auswanderungswelle (1950–1970: −16 %). Seither wächst die Bevölkerung ununterbrochen stark (1970–2014: +94 %).
Trotz der touristischen Entwicklung ist Falera ein Bauerndorf geblieben. Noch heute gibt es fünfzehn Bauernbetriebe. In den letzten zehn Jahren sind neun landwirtschaftliche Grossbetriebe entstanden.

### Sprachen
Auch heute noch ist das Bündnerromanische die Sprache der Mehrheit der Bewohner. 1990 beherrschten noch 90 % die Sprache, im Jahr 2000 78 %. Dennoch schwindet diese Mehrheit immer mehr. 1880 gaben 99 % der Einwohner, 1941 97 % und 2000 67 % Romanisch (hier das Idiom Sursilvan) als Muttersprache/Hauptsprache an. Die Entwicklung der letzten Jahrzehnte zeigt folgende Tabelle an:
| Sprachen      | Volkszählung 1980 | Volkszählung 1980 | Volkszählung 1990 | Volkszählung 1990 | Volkszählung 2000 | Volkszählung 2000 |
| ------------- | ----------------- | ----------------- | ----------------- | ----------------- | ----------------- | ----------------- |
|               | Anzahl            | Anteil            | Anzahl            | Anteil            | Anzahl            | Anteil            |
| Deutsch       | 42                | 10,97 %           | 71                | 17,57 %           | 145               | 28,77 %           |
| Rätoromanisch | 309               | 80,68 %           | 327               | 80,94 %           | 340               | 67,46 %           |
| Italienisch   | 7                 | 1,83 %            | 3                 | 0,74 %            | 10                | 1,98 %            |
| Einwohner     | 383               | 100 %             | 404               | 100 %             | 504               | 100 %             |

Ende 2015 hatten 376 Personen (= 61,4 %) als Muttersprache/Hauptsprache Rätoromanisch, 175 Personen (= 28,6 %) Deutsch, 61 Personen (= 10,0 %) andere Sprachen.

### Religionen – Konfessionen

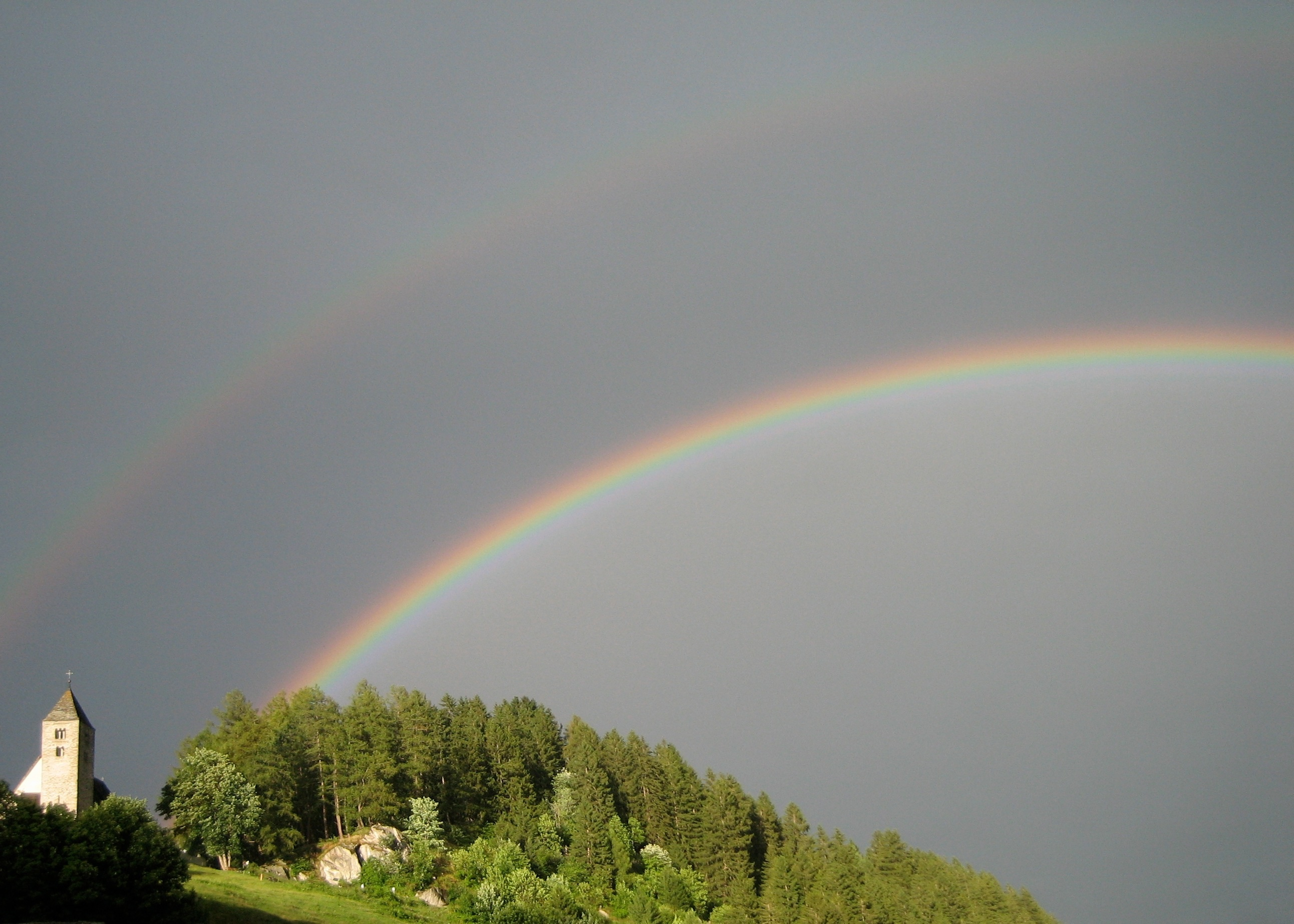
St. Remigius mit Regenbogen

In früheren Jahren gehörte die gesamte Einwohnerschaft der römisch-katholischen Kirche an. Ende 2015 gab es 84 % römisch-katholische, 8 % evangelisch-reformierte und 8 % andere Religionszugehörige beziehungsweise Konfessionslose. Pfarrkirche ist seit 1904 die Herz-Jesu-Kirche. Davor war die etwas abgelegene ältere Remigiuskirche, die auch auf dem Gemeindewappen abgebildet ist, Pfarrkirche.

### Herkunft – Nationalität
Von den Ende 2004 546 Bewohnern waren 506 (= 93 %) Schweizer Bürger. Bei der letzten Volkszählung 2000 waren 479 Personen (= 95 %) Schweizer Staatsangehörige, unter ihnen fünf Doppelbürger. Von den wenigen Zugewanderten waren die meisten aus Portugal, Deutschland, Bosnien-Herzegowina, Italien und Österreich.
Ende 2015 waren 522 (= 85 %) Einwohner Schweizer Staatsangehörige und 90 (= 15 %) Ausländer.

## Politik
Gemeindepräsident ist seit 2023 Norbert Good.

## Tourismus
Die touristische Entwicklung Faleras begann in den Jahren zwischen 1920 und 1930 mit einer kleinen Pension von Sep Casutt mit offenem Badebassin. Nach dem Zweiten Weltkrieg wurden die Gäste von Flims und Laax in Pferdeschlitten nach Falera gefahren, wo sie spazierten und sich im Restaurant «Alpina» erfrischten. Erst mit dem Ausbau der Strasse von Laax nach Falera 1950–1954 waren die Voraussetzungen gegeben, Falera in grösserem Rahmen dem Tourismus zu öffnen.
1959 wurde der Verkehrsverein Falera gegründet; erster Präsident war Giusep Casutt.
In den Sechzigerjahren konnten Einheimische Zimmer und Wohnungen vermieten, oft an Eltern von Kindern, die seit 1956 im Schulhaus in Ferienlagern untergebracht waren. In diese Jahre fiel auch der Bau der ersten Ferienhäuser.
1962 erteilte Falera der Gesellschaft Crap Sogn Gion die erste Konzession für den Bau von Skiliften hinauf zum Crap Sogn Gion. Die Verhandlungen über Linienführung und Finanzierung erwiesen sich jedoch als äusserst kompliziert, und so wurde die Sesselbahn Falera–Curnius erst 1974 eingeweiht. 1995 wurde sie zu einer Vierersesselbahn umgebaut.
1998 fusionierten die Verkehrsvereine von Flims, Laax und Falera zu Flims Laax Falera Tourismus. Im Jahr 2000 schloss sich diese Organisation mit der Mountain Marketing AG zum heutigen Winterresort «LAAX» und zur Sommerdestination «Flims» zusammen, die sich über Gebiete in Flims, Laax und Falera erstrecken. Es wird von der Weisse Arena Gruppe betrieben und vermarktet. Diese nahm ihren Anfang 1996 mit dem Zusammenschluss der Bergbahnen Crap Sogn Gion und den Bergbahnen Flims. Der Name der Weissen Arena taucht schon mit dem ersten Tarifverbund auf, den die Bergbahnen Crap Sogn Gion und Flims für den Raum Nagens einführten. Auf den ersten Werbeplakaten der 1970er-Jahre war die Gemeinde Falera noch mit dem damals gebräuchlichen deutschen Namen Fellers dabei.
Seit 2016 wird neben dem Spielplatz unterhalb der alten Kirche jeweils eine Kunsteisbahn aufgebaut.
Das Dorf darf nur mit einer Bewilligung befahren werden; die Autos müssen auf einem grossen Parkplatz (erstellt 1970) beim Dorfeingang parkiert werden. Falera kann auch zu Fuss über die Senda Sursilvana erreicht werden.

## Sehenswürdigkeiten
- Parc la Mutta
- Faleras Wahrzeichen ist die Kirche St. Remigius aus dem 15. Jahrhundert
- Sternwarte Mirasteilas
- Planetenweg Falera

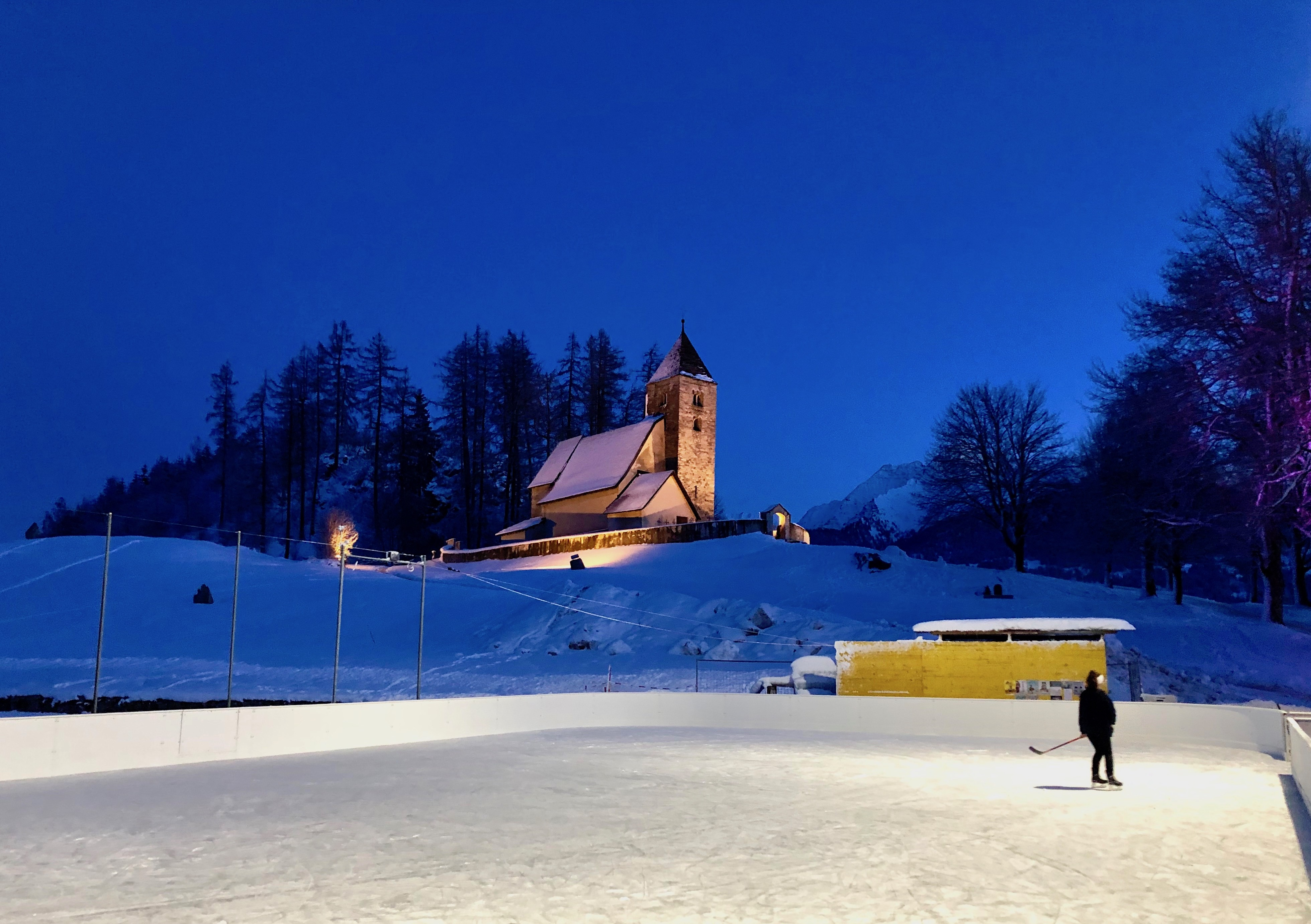
Kunsteisbahn
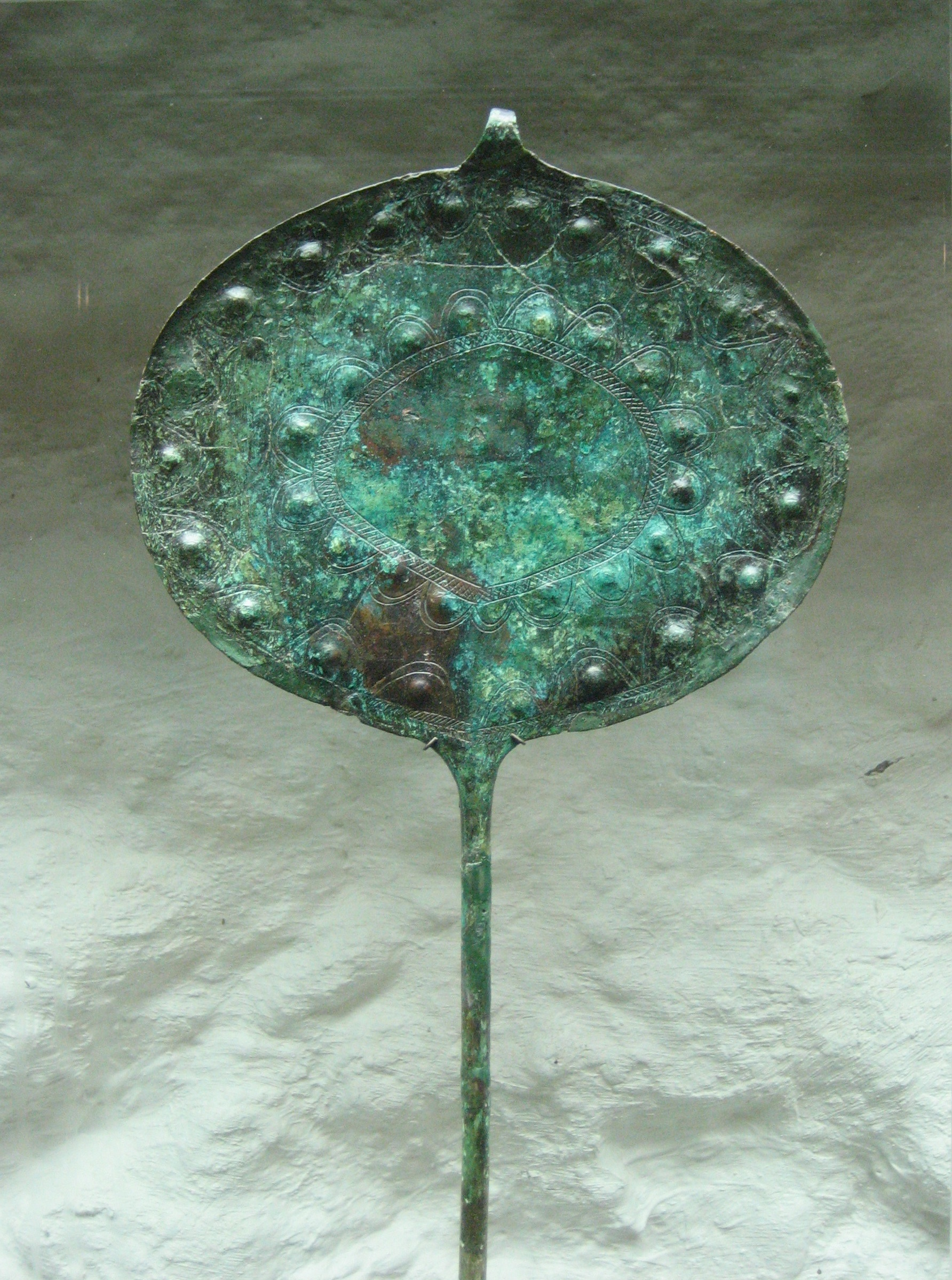
Die 1943 gefundene Scheibennadel
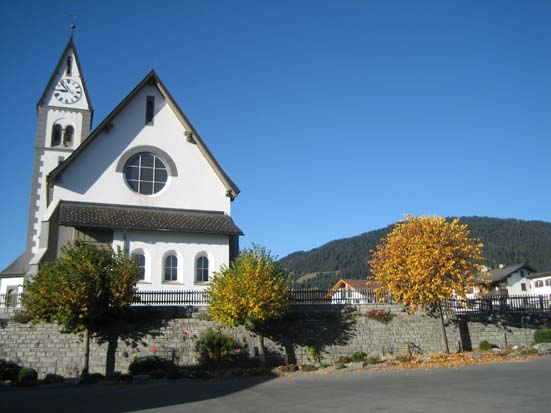
Herz-Jesu-Kirche
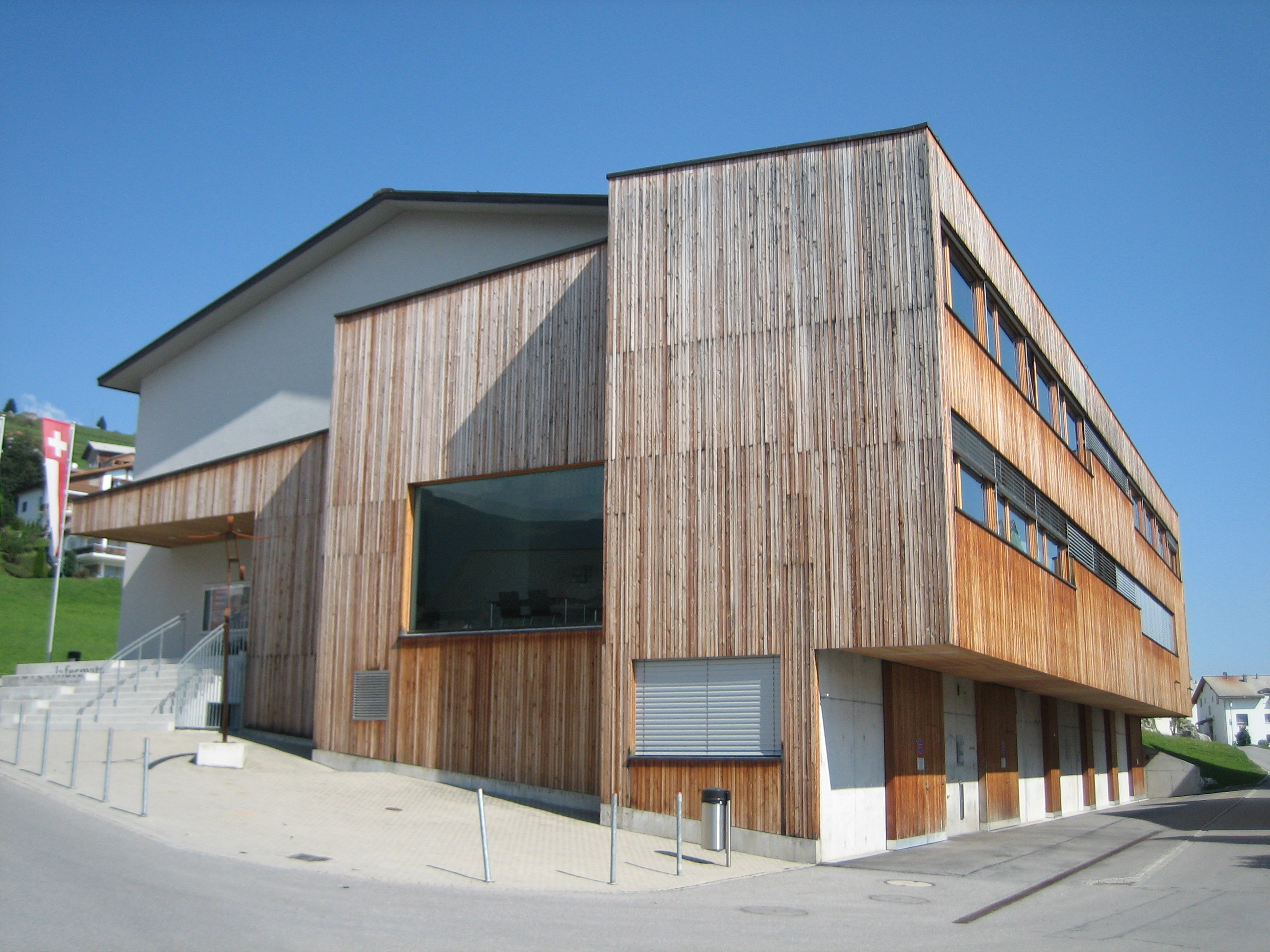
Kultur- und Begegnungszentrum La Fermata

### Megalithenanlage Parc la Mutta
Das Plateau von Planezzas nördlich der Mutta und östlich der Kirche St. Remigius gilt als bedeutende megalithische Kult- und Astronomiestätte. Die vielen Steinsetzungen dienten sowohl für Kulthandlungen als auch zur Berechnung der Kalendertage. Für den Ackerbau auf dieser Höhenlage war die genaue Kenntnis von Frühlings- und Herbstbeginn für Aussaat und Ernte von existentieller Bedeutung. Der Parc la Mutta umfasst Peilsteine zur Bestimmung der Sommersonnenwende, des Bauernwinters, der Wintersonnenwende, der Nord-Süd-Richtung, der Tagundnachtgleiche und des Sternes Keph der Kassiopeia. Ein Steindreieck im Zentrum der Anlage zeigt das Verhältnis der dritten Reihe der pythagoreischen Zahlen 8:15:17. Ein Stein mit einem Mondpfeil weist auf eine Sonnenfinsternis im Jahre 1089 vor Christus hin. Die Neigung des Sonnen- oder Kalendersteines entspricht genau der Neigung der Erdachse. Die Anlage ist durch Peillinien mit der Umgebung verbunden. Zum Beispiel liegen die drei Kirchen von Falera, Ladir und Ruschein auf der gleichen südwestlichen Kultlinie.

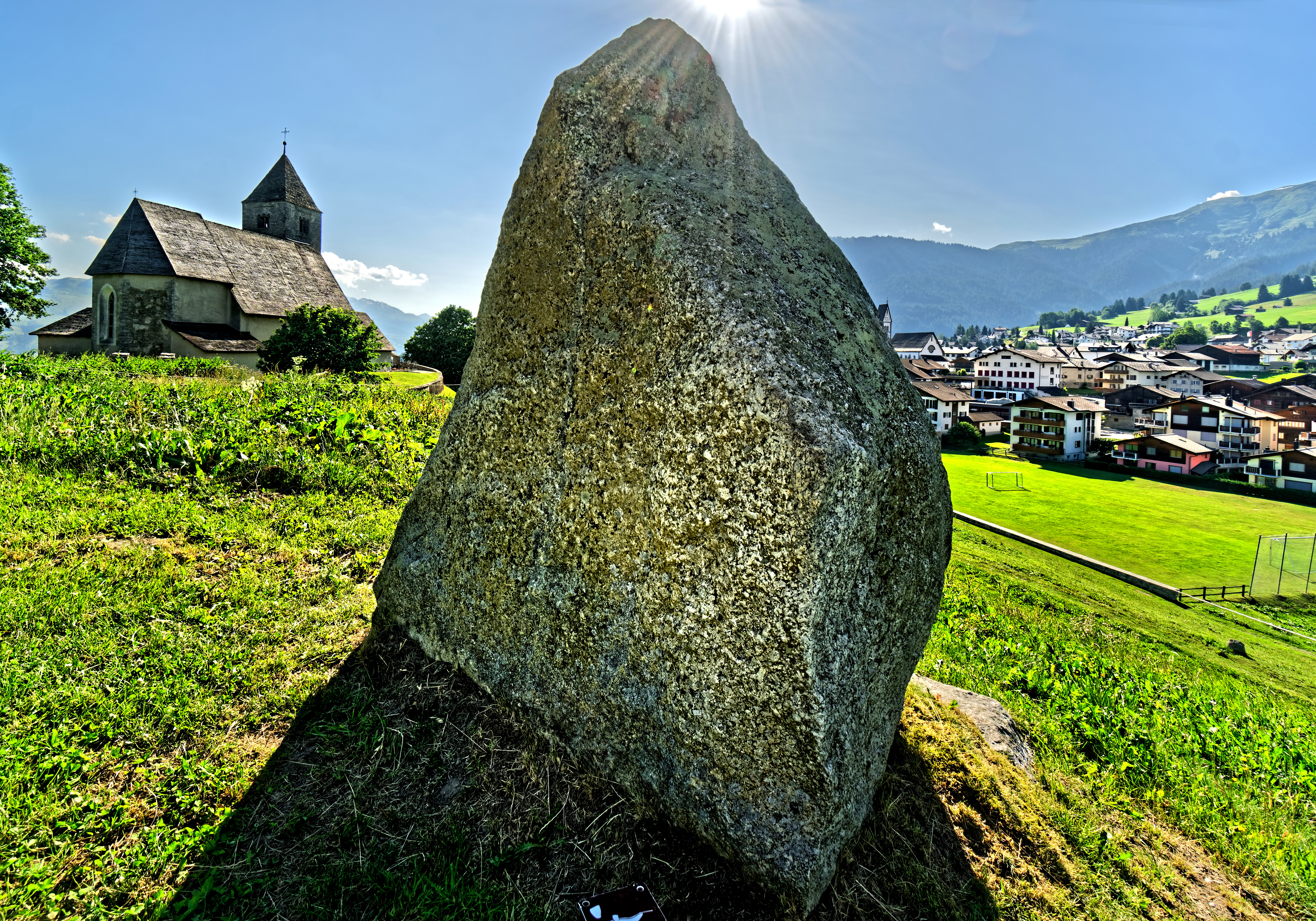
Menhir im Parc la Mutta, im Hintergrund die St. Remigius
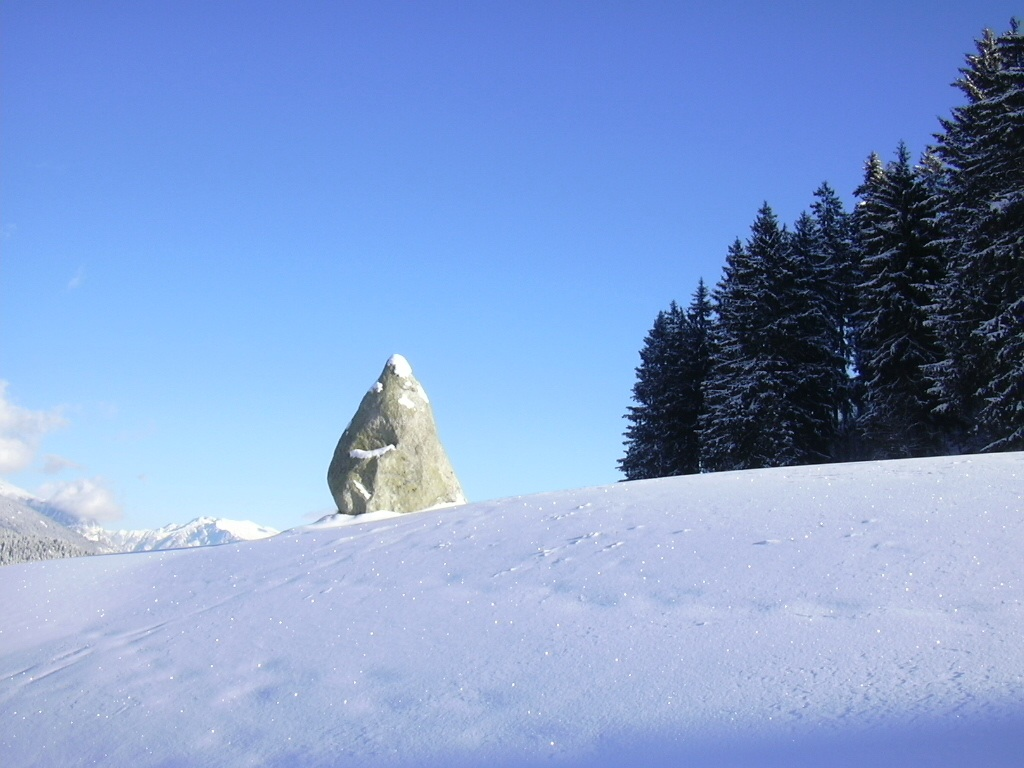
Menhir auf Planezzas
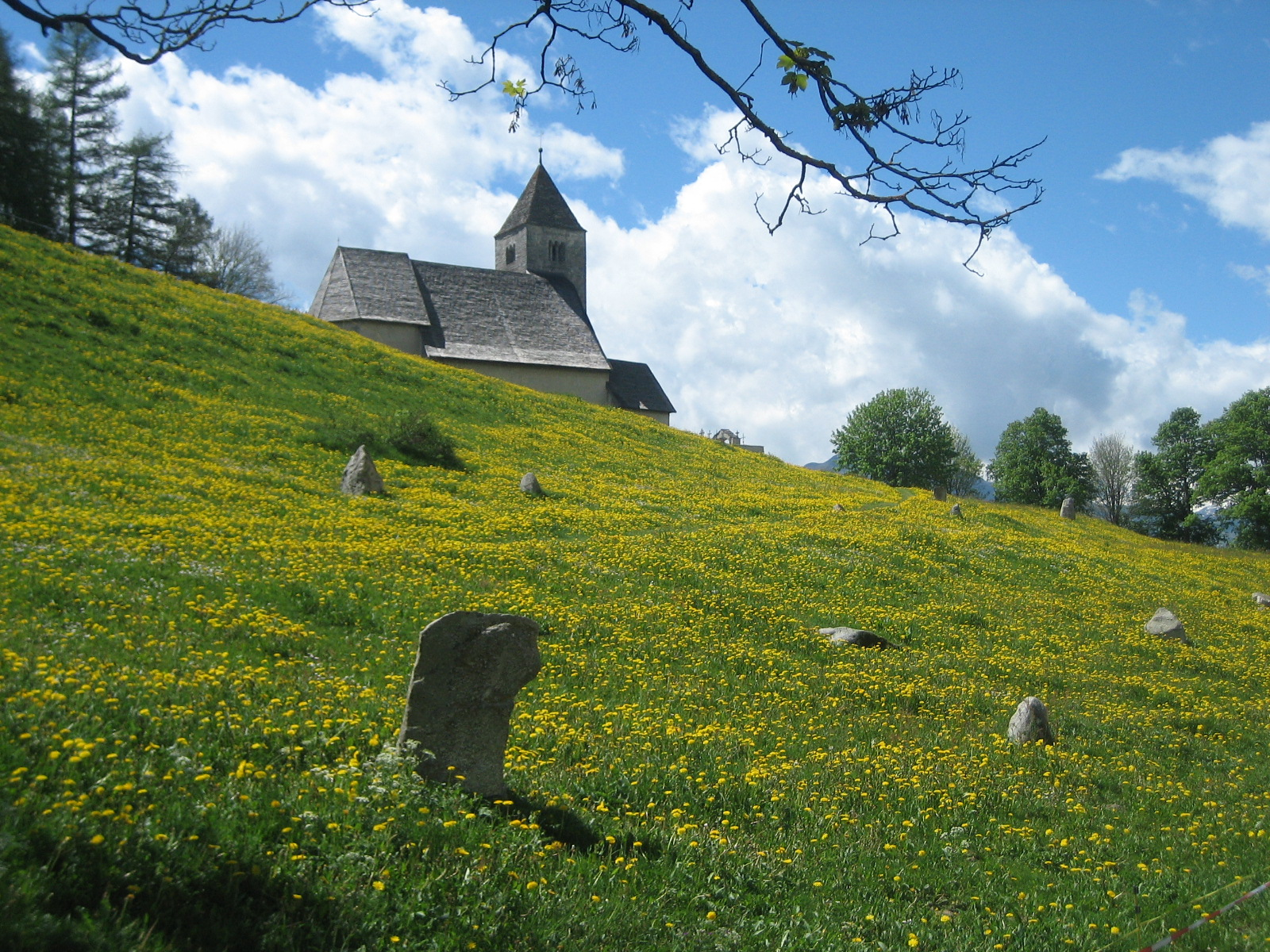
Menhire vor St. Remigius
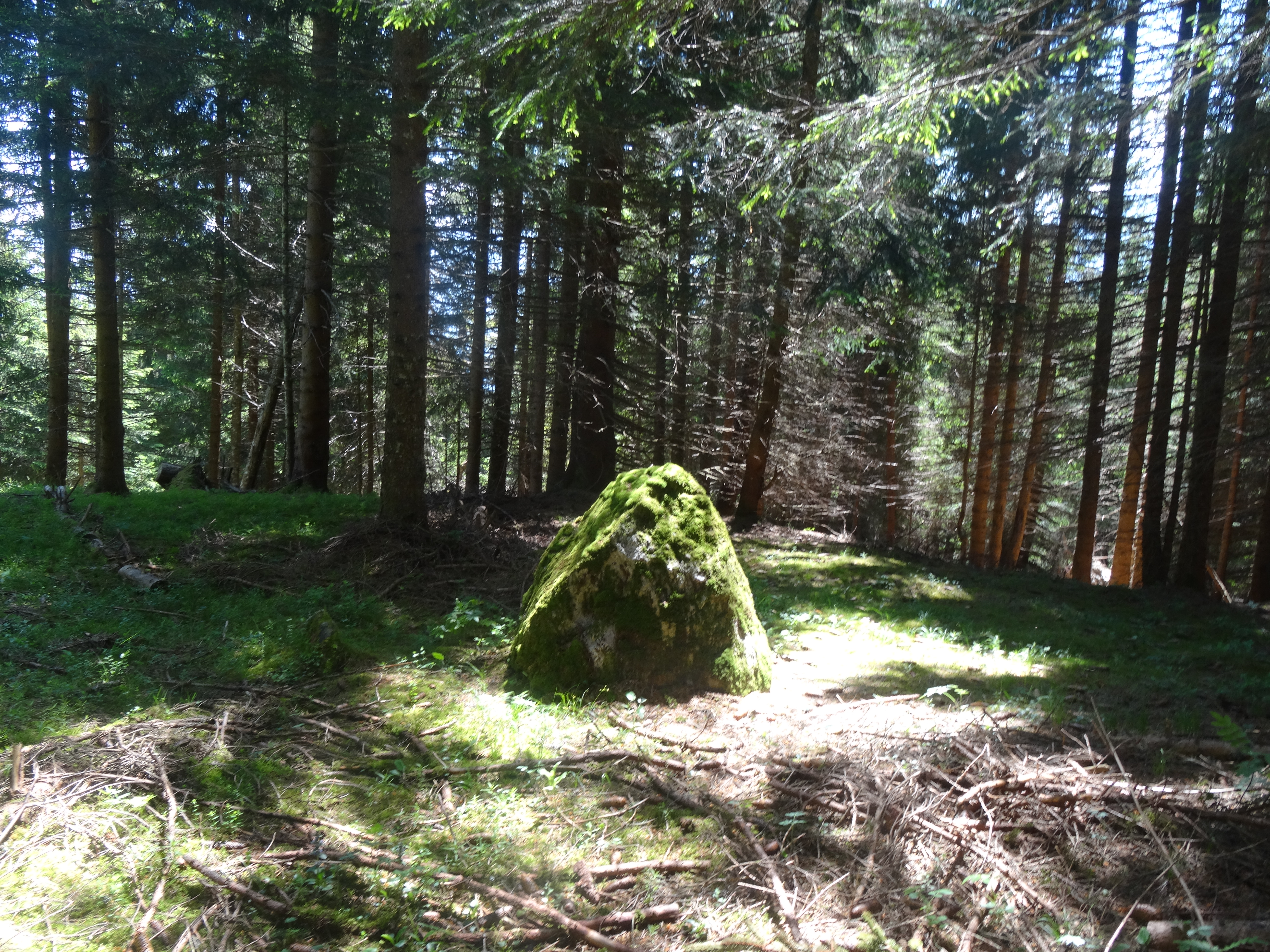
Menhir oberhalb Falera

### Siedlung aus der Bronzezeit

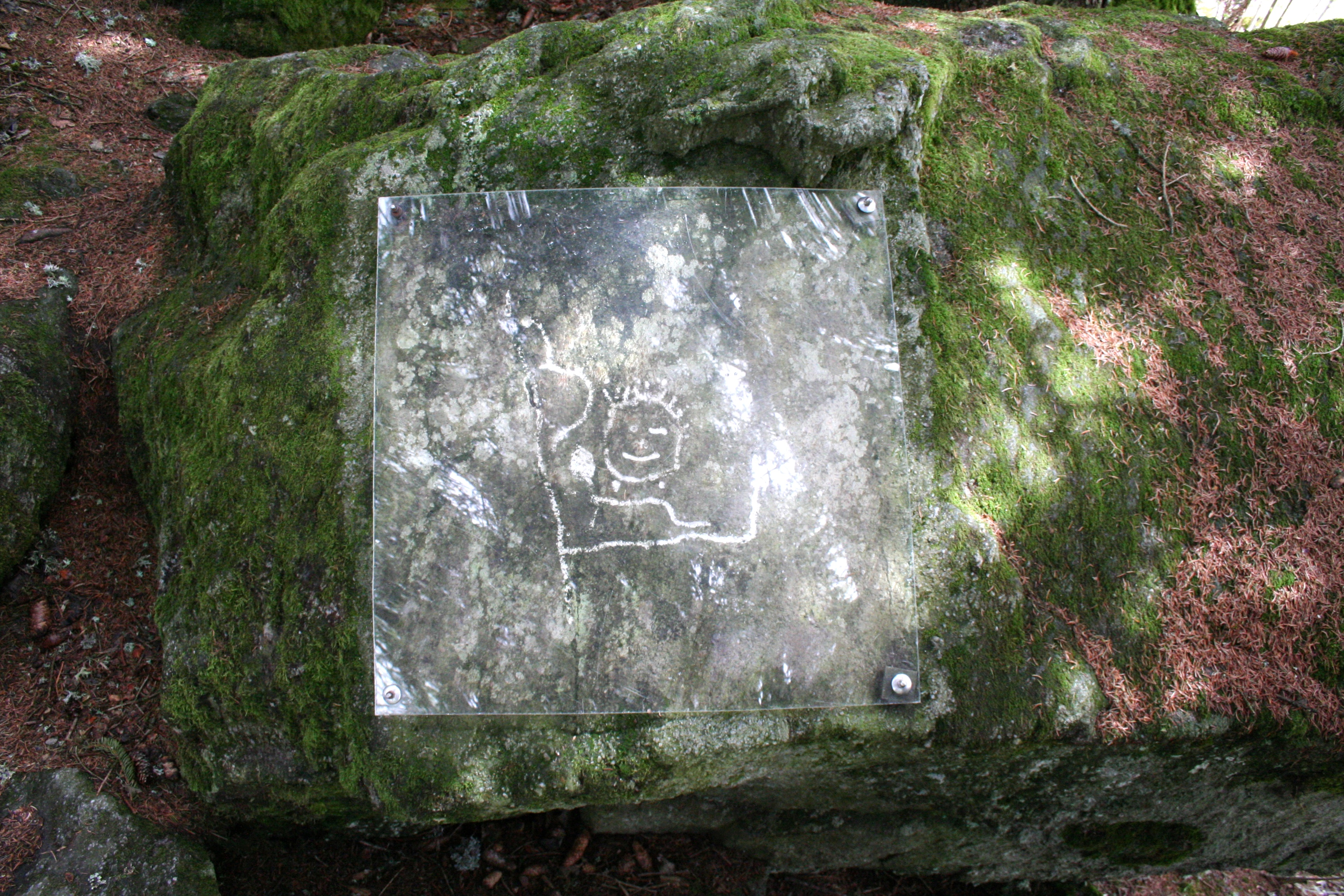
Der «lachende Megalithiker»

Auf der Mutta (oder Muota = vorrömisch für Hügel) wurde von 1935 bis 1943 ein Teil einer Siedlung aus der Bronzezeit ausgegraben. Der wichtigste Fund war eine 83 cm lange Scheibennadel aus Bronze, die am 23. Juli 1943 gefunden wurde. Sie wird auf die Zeit um 1600 vor Christus datiert. Sie könnte als Kalender gedient haben, mit der die synodische Umlaufzeit des Planeten Venus von 584/585 Tagen berechnet werden kann. Das Original dieses weltweit einmaligen Fundes ist im Rätischen Museum in Chur ausgestellt.
Die rätselhafteste Figur auf der Mutta ist das in einen Verrucanoblock eingravierte lachende Gesicht eines kleinen Mannes. Der «lachende Megalithiker» schaut nach Nordwesten, zum Sonnenuntergang während der Sommersonnenwende. Die Figur wurde im September 1984 von Ignaz Cathomen entdeckt. Ihr Alter ist unbestimmt.

### Persönlichkeiten
- Tresa Rüthers-Seeli (* 1931 in Falera), Lyrikerin in rätoromanischer Sprache
- José De Queiroz, (* 1954), Astronom und Gastwirt in Falera

### Planetenweg
Im Sommer 2003 wurde auf die Initiative der Astronomischen Gesellschaft des Kantons Graubünden auf dem ersten Teil des Panoramawegs von Falera nach Larnags/Laax der 1,5 km lange Planetenweg Falera erstellt.

### Sternwarte Mirasteilas

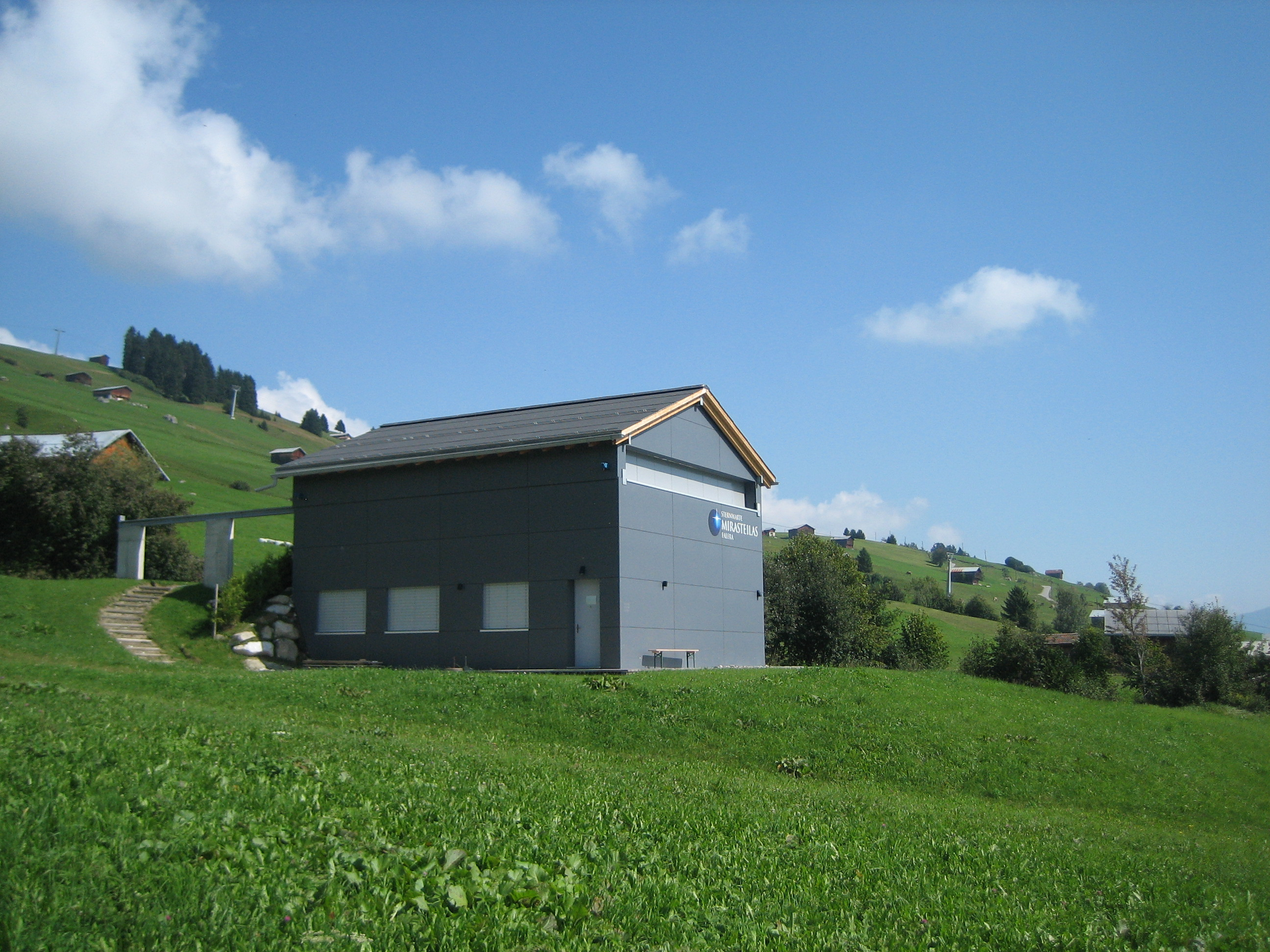
Sternwarte Mirasteilas

Die Sternwarte Mirasteilas liegt etwas oberhalb der Gemeinde in Falera und wurde am 22. Juni 2007 eröffnet. Ihr Prunkstück ist ein 1,6 Tonnen schweres, gegen 300'000 Franken teures Cassegrain-Teleskop mit einem Durchmesser von 90 Zentimetern und einer Brennweite von 9 Metern.
Mirasteilas zählt zu jenen Schweizer Observatorien, die Asteroiden, Kometen und Satelliten beobachten und deren Bahn vermessen. Die Daten werden an das Minor Planet Center der Internationalen Astronomischen Union an der Harvard University in Cambridge (USA) gesandt und gelangen von dort an die US-Raumfahrtbehörde NASA.
Am 26. Mai 2010 wurde von der Internationalen Astronomischen Union und dem Minor Planet Center der Harvard-Universität in Cambridge der Name «Falera» für den Asteroiden mit der laufenden Nummer 233943 vergeben.

## Literatur

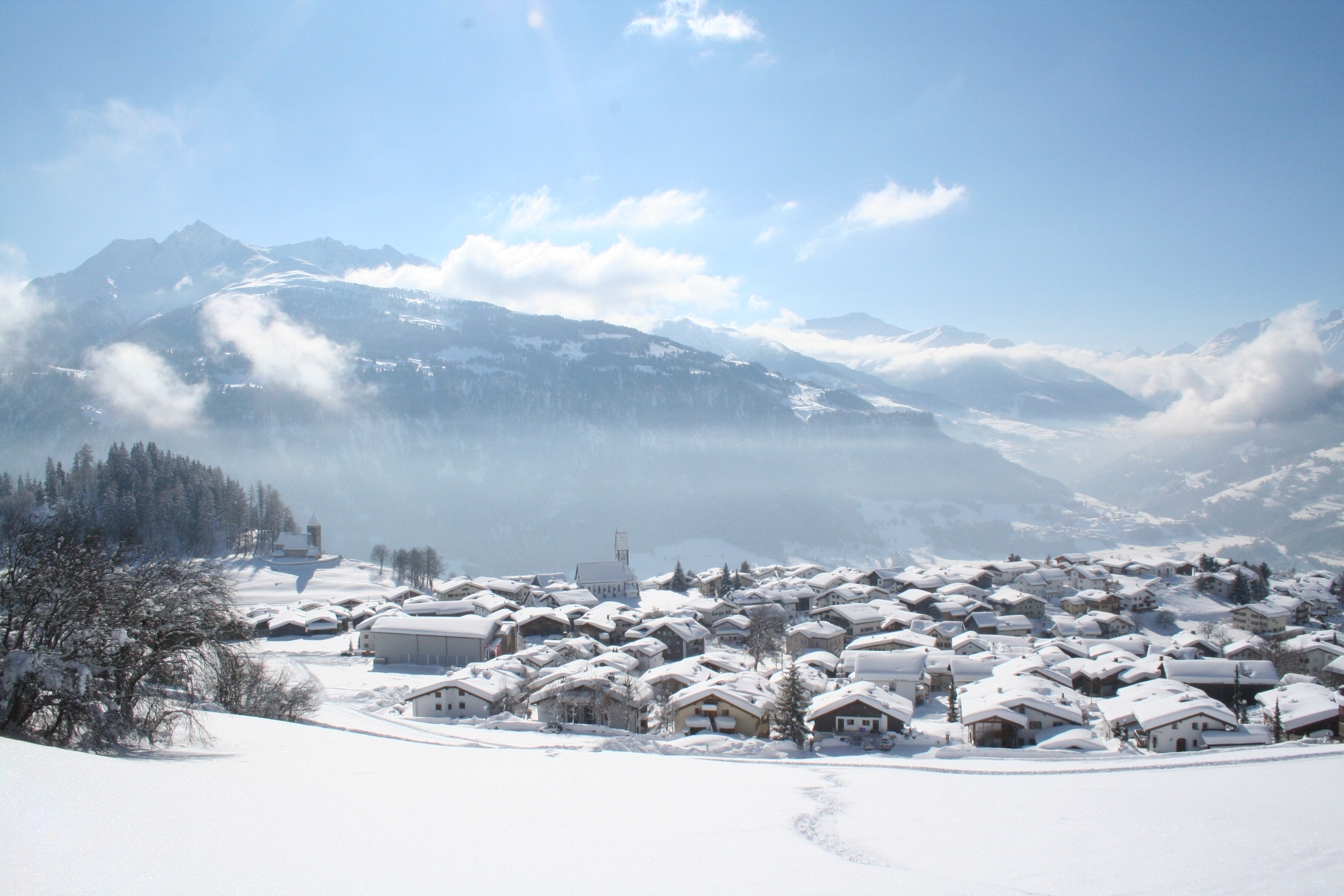
Falera im Winter